# Kerttujärvi
Kerttujärvi är en sjö i Finland. Den ligger i kommunen Enare i landskapet Lappland, i den norra delen av landet, 900 km norr om huvudstaden Helsingfors. Kerttujärvi ligger 137,5 meter över havet. Arean är 36,7 hektar och strandlinjen är 3,49 kilometer lång. Sjön  ingår i Pasvik älvs huvudavrinningsområde. 